# Pasta de camarão

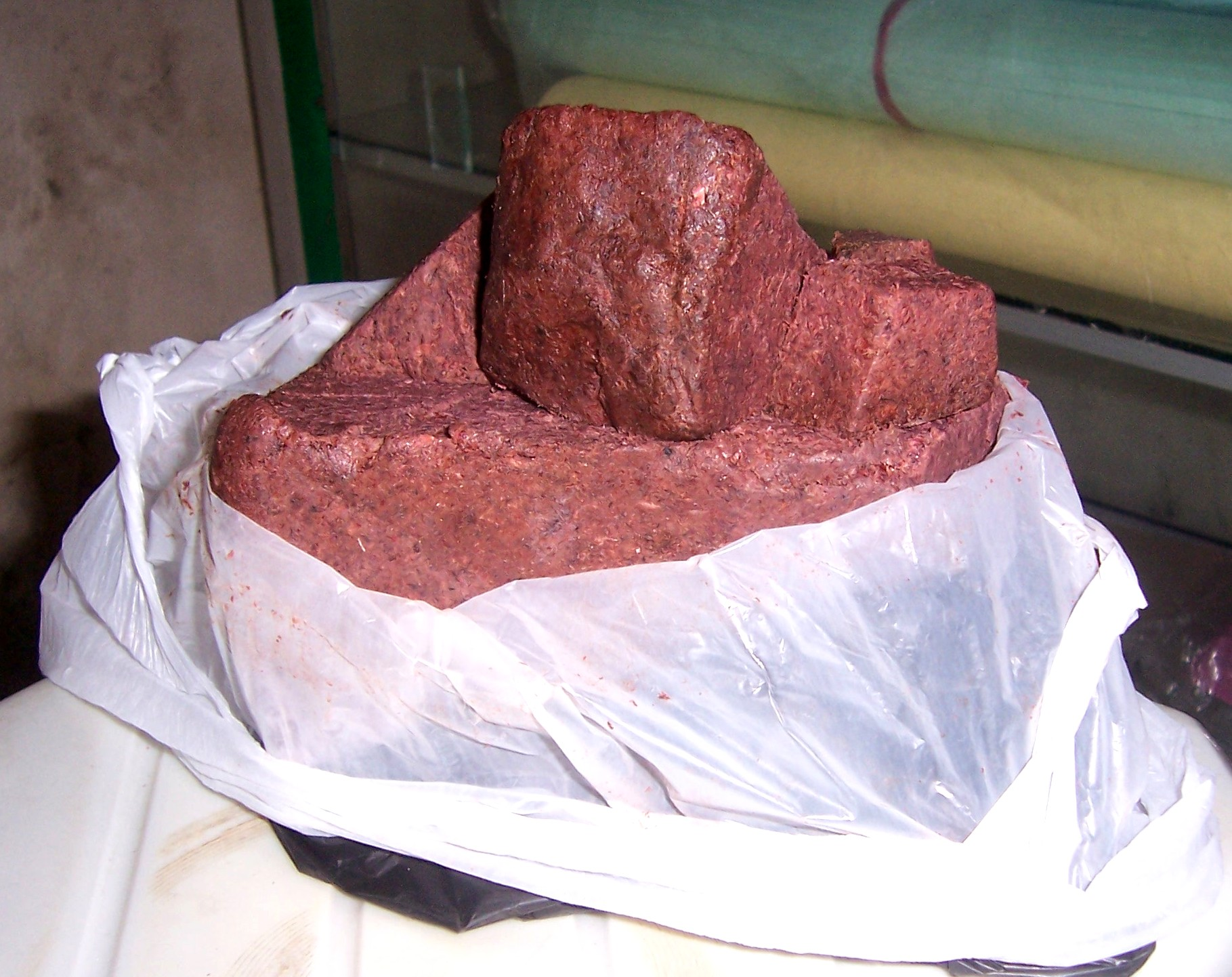
Pasta de camarão dentro de uma sacola.

A pasta de camarão fermentado é um ingrediente culinário típico do sueste asiático. É uma preparação de cor rosada até castanha-escuro, cheiro muito forte e bastante salgada, feita com camarão esmagado, salgado e fermentado, geralmente ao sol, e é servido frito, simples com arroz, ou misturado noutras comidas.  
É conhecido como "belacan" ou "belachan" na Malásia,  balichão em Macau, "terasi" ou "trasi" na Indonésia, , "mam tom" ou "mam ruoc" no Vietname , "kapi" na Tailândia  e "bagoong aramang" nas Filipinas.
A pasta de camarão, para facilidade de transporte e venda, é muitas vezes transformada em blocos de produto seco. Também é industrializada, podendo ser encontrada, tanto numa forma seca, como húmida, em qualquer país onde haja uma população significativa de imigrantes do sueste asiático. 
Uma das formas de utilizar a pasta de camarão, para além de a misturar noutras preparações, é grelhada, seja numa folha de alumínio ou de bananeira. Outra forma é preparar sambal belacan, uma espécie de chatni, que se pode comer com qualquer tipo de alimento, desde arroz cozido até um caril mais elaborado. 